# Musterwalze

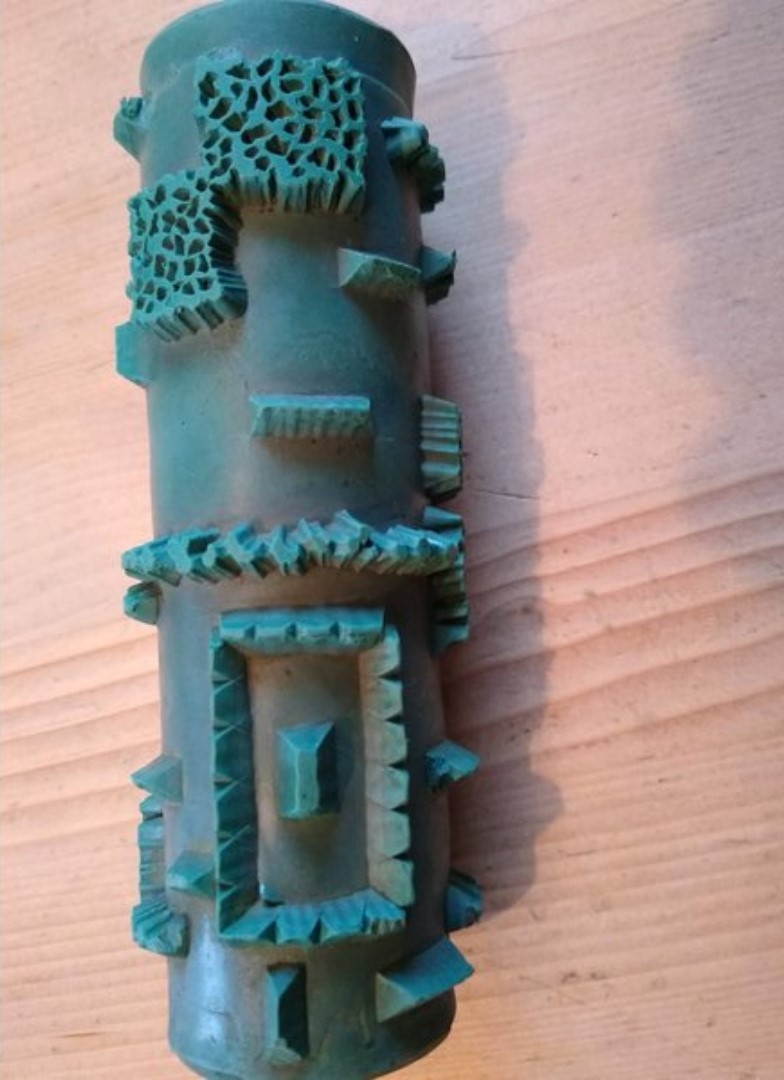
Eine Musterwalze

Musterwalzen bzw. Strukturwalzen sind Walzen, mit denen bei Malerarbeiten Muster auf Wänden erzeugt werden. Der Maler bezeichnet in der Regel die Walze zum Auftragen von Farbe als Musterwalze und die Walze zum Prägen als Strukturwalze. Heutzutage vermischen sich die Begriffe, da jeder Walzentyp – je nach Herstellungsprinzip – für beide Techniken verwendet werden kann. Die Musterwalze funktioniert hierbei nach dem Prinzip eines Rollstempels.

## Funktionsweise
Wie bei einem Farbroller wird das Muster durch Abrollen der Musterwalze gleichmäßig auf die gestrichene Wand aufgetragen. Das Profil der Walze hinterlässt das gewünschte Muster auf dem Untergrund. Musterwalzen sind, anders als herkömmliche Farbroller, zumeist aus Gummi oder PVC gefertigt.

## Geschichte
Walzenmuster waren in Deutschland und Österreich vor allem ab den 1920er Jahren und nach dem Zweiten Weltkrieg verbreitet; die Malertechnik verlor ihre Bedeutung bis zu den 1970er Jahren und wurde durch die rasant steigende Verfügbarkeit preisgünstiger Motivtapeten weitgehend verdrängt.